# Philipp Wieninger
Philipp Wieninger (* 1. Mai 1767 in Trautmannsdorf; † 13. Oktober 1835 in Teisendorf) war ein bayerischer Glashüttenbesitzer, Bierbrauer, Gastronom und Politiker.
Wieninger wurde als Sohn des Gastwirts Thomas Wieninger geboren. Er übernahm das väterliche Anwesen, konzentrierte sich aber auf die 1798 erheiratete Kaiserhütte, eine Glashütte in Schönau am Lusen der Familie Hilz. 1813 erwarb Wieninger eine Brauerei in Teisendorf zum Preis von 41.000 Gulden und einige Jahre später zudem das säkularisierte Augustiner-Chorherrenstift Höglwörth samt zugehöriger Klosterbrauerei. Das Gut in Schönau verkaufte er erst 1823 an Kaspar Hafenbrädl und zog nach Teisendorf.
1827 rückte er für seinen Neffen Franz Xaver Wieninger in die bayerische Kammer der Abgeordneten nach, aus der er bereits im Folgejahr mit Ende der Wahlperiode ausschied. Sein Sohn und Nachfolger Max Christian Wieninger war ebenfalls von 1855 bis 1858 sowie 1867 bis 1869 Mitglied der Kammer der Abgeordneten.